# Episothalma robustaria
Episothalma robustaria är en fjärilsart som beskrevs av Achille Guenée 1857. Episothalma robustaria ingår i släktet Episothalma och familjen mätare. Inga underarter finns listade i Catalogue of Life.